# Asphondylia florea
Asphondylia florea är en tvåvingeart som beskrevs av Gagne 1990. Asphondylia florea ingår i släktet Asphondylia och familjen gallmyggor. Inga underarter finns listade i Catalogue of Life.